# LoveWave
LoveWave (с англ. — «Волна любви») — песня армянской певицы Иветы Мукучян, с которой она представляла Армению на конкурсе Евровидение 2016, проведенном в Стокгольме, Швеция.
Песня была выпущена 30 марта 2016 лейблом AMPTV на iTunes. Ивета стала одним из соавторов текста к песне.

## Чарты
| Chart (2016)                           | Peak position |
| -------------------------------------- | ------------- |
| Sweden Heatseekers (Sverigetopplistan) | 13            |